# ينون أزولاي
ينون أزولاي (بالعبرية: יִנּוּן אָזוּלַאי) (من مواليد 10 يوليو 1979) هو سياسي إسرائيلي. هو حاليًا عضو في الكنيست عن شاس.

## الحياة السياسية
كان أزولاي في المركز السادس عشر على قائمة شاس لانتخابات الكنيست لعام 2015، لكنه فشل في أن يصبح عضوًا في الكنيست عندما فازت شاس بسبعة مقاعد.
في مارس 2018، دخل الكنيست كبديل لوالده، وزير الخدمات الدينية دافيد أزولاي، الذي استقال من الكنيست بموجب القانون النرويجي.
بعد وقوع زلزال صغير في حيفا في يونيو 2018، ادعى أزولاي أن الزلزال جاء نتيجة جهود الإصلاح واليهود المحافظين لبناء منطقة صلاة تعددية في الحائط الغربي، بما في ذلك منطقة جديدة للنساء. صرح أزولاي كذلك أن اليهود الذين دعموا مثل هذه الجهود لم يكونوا يهودًا حقيقيين.
في 9 سبتمبر 2020، ثبتت إصابته بكوفيد-19.

## روابط خارجية
- ينون أزولاي على الموقع الإلكتروني للكنيست